# Pietro Paolo Bombino
Pietro Paolo Bombino (Cosenza, 1575 circa – Mantova, 1648) è stato un gesuita e umanista italiano.

## Biografia
Pietro Paolo Bombino nacque da una nobile famiglia cosentina intorno al 1575. Terminati i primi studi in patria, a diciassette anni si trasferì a Roma, dove studiò nelle scuole dei Padri della Compagnia di Gesù. Entrò nella Compagnia nel 1592. Lettore di Filosofia e Sacra Scrittura presso il Collegio Romano, fu uno dei più illustri letterati del suo tempo. Il suo nome figura nel Catalogo degli intellettuali considerati meritevoli di onori presentato da Kaspar Schoppe ad Urbano VIII. Lasciati i gesuiti, Bombino entrò nella Congregazione dei Chierici regolari di Somasca, nella quale fece il noviziato nel Collegio di Santa Maria Maddalena di Genova e ricevette i voti nel 1629. Morì alla corte del duca di Mantova Carlo II nel 1648.

## Opere

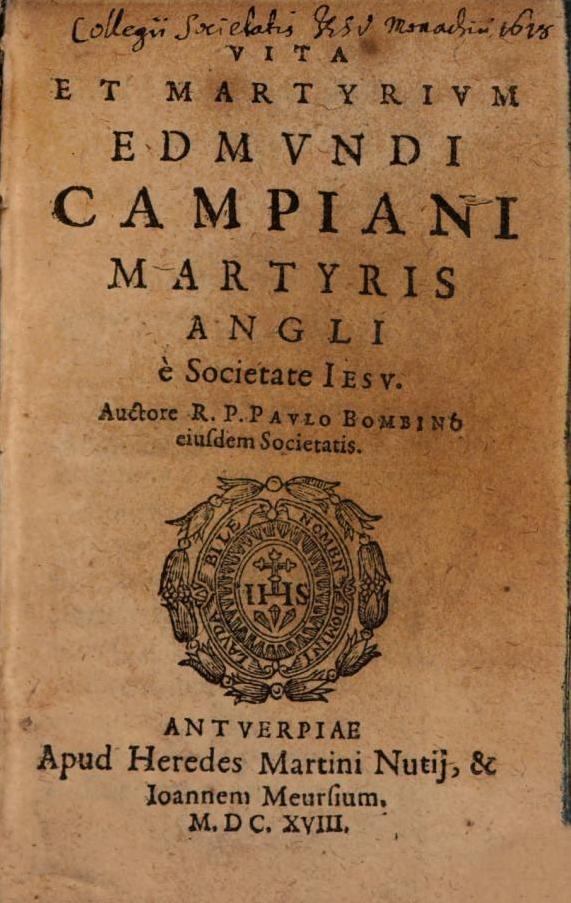
Vita et Martyrium Edmundi Campiani, Antverpiæ, apud Heredes Martini Nutii et Joannem Meursium, 1618

- In funere Margaritæ Austriæ Uxoris Philippi III. Hispaniarum Regis habita ad Sodales Virginis Assumptæ in ædibus Societatis Jesu, Romæ, apud Bartholom. Zannettum, 1611 e 1671.
- In die Parasceves, Oratio habita in Sacello Pontificio, Romæ, apud Mascardum, 1612; ibid., apud Franciscum Caballum, 1612. Riedita in  nella raccolta intitolata: Orationes quinquaginta de Christi Domini morte, Romæ, 1641; Neoburgi, Bogner, 1724.
- De adventu Spiritus Sancti, Oratio habita in Sacello Pontifcio, Romæ, apud Jacobum Mascardum, 1612.
- In die VII Pentecostes, Oratio, etc., Romæ, ap. Mascardum 1612;
- Vestigium Gymnasii Romani, quali ornatu exceperit venientem ad se Scipionem Cardinalem Burghesium, Romæ, ap. Mascardum, 1615.
- Vita di Sant'Ignazio Lojola, In Napoli, per Lazzaro Scoriggio, 1615; in Roma, pel Zannetti, 1622; in Napoli, appresso Secondino Roncagliolo, 1627.
- Vita et Martyrium Edmundi Campiani Angli Soc. Jesu, Antuerpiæ, apud heredes Martini Nutii, et Joh. Meursium, 1618; Mantuæ, apud Osannas, 1620; Parisiis, 1620; Neapoli, 1627.
- In funere Cosmi II. Etruriæ Ducis, Oratio, etc. Mantuæ, apud Franciscum Osannam, 1621.
- In funere Philippi III. Hispaniarum Regis, Oratio, etc., Mantuæ, apud Osannam, 1621.
- In funere Ferdinandi II. Cæsaris, Oratio habita in Templo Sanctæ Barbaræ, etc. Mantuæ, apud Aurelium Osannam, 1632.
- Breviarium rerum Hispanicarum, Enneas Prima, Venetiis, apud Pinellum, 1634.
- De Sfortiadum Originibus, seu Magnus Sfortia. Quest'opera fu stampata a Milano dai Malatesta. Alcuni squarci dell'opera sono riprodotti nel Tomo XV degli Annales di Abramo Bzovio. Il manoscritto originale dell'opera e conservato nella Biblioteca Ambrosiana di Milano con il titolo: Magni Sfortiæ, sive de Vita rebusque a Sfortia Primo, qui magnus dictus est, gestis, Libri II authore Petro Paulo Bombino e Societate Jesu.
- In Sigismundum II Poloniæ Regem Elogium, Mediolani, apud Jo. Baptistam Malatestam.

Due Distici ad Elogium Ladislai Poloniæ Regis sono stati pubblicati da Jacopo Gaddi a p. 135 dei suoi Elogia; una lettera in lode di Antonio Bruni scritta dal Bombino a Leone Allacci è stata pubblicata da quest'ultimo a pp. 40-41 delle Apes Urbanæ.